# Juan Rodrigo
José Dante P. Pascual (* 22. August 1962 in den Philippinen), bekannt als Juan Rodrigo, ist ein philippinischer Schauspieler. Er begann seine Karriere Ende der 1970er Jahre. Vor seiner Filmkarriere war er auch ein bekanntes Model und als Sänger und Tänzer aktiv. Neben seinen Auftritten in Filmen und Telenovelas war Rodrigo auf der Theaterbühne tätig. 2006 hatte er sein Filmcomeback im Film Mga Batang Bangketa.

## Filmografie (Auswahl)

### Fernsehserien
- 1992/1997: Mara Clara
- 1997/1999: Mula Sa Puso
- 1999: Saan Ka Man Naroroon
- 2000: Pangako Sa ’Yo
- 2001: Sa Dulo Ng Walang Hanggan
- 2004: Forever In My Heart
- 2005: Now and Forever: Agos
- 2006: Gulong ng Palad
- 2006: Your Song: I've Fallen In Love
- 2006: Komiks Presents: Da Adventures of Pedro Penduko
- 2006: Love Spell: Line To Heaven
- 2007: Mga Kuwento Ni Lola Basyong: Akong Ikit
- 2007: Ysabella
- 2007: Maalaala Mo Kaya: Pilat
- 2008: Sine Novela: Maging Akin Ka Lamang
- 2008: Babangon Ako't Dudurugin Kita
- 2009: Sine Novela: Dapat Ka Bang Mahalin?
- 2010: May Bukas Pa
- 2010: Rubi
- 2011: Beauty Queen
- 2011/2012: Amaya
- 2012: Broken Vow
- 2012: Maalaala Mo Kaya: Lubid
- 2012: Maalaala Mo Kaya: Apoy
- 2012/2013: Precious Hearts Romances Presents: Paraiso
- 2013: Maalaala Mo Kaya:
- 2013: Anna Karenina
- 2013: Genesis
- 2014: Innamorata
- 2014: Kambal Sirena
- 2014: Dading
- 2014: Ang Lihim ni Annasandra
- 2015: Ipaglaban Mo: Nasa Maling Landas
- 2015: Flordeliza

### Filme
- 1979: Annie Batungbakal
- 1979: Aliw
- 1999: Mula sa Puso
- 2006: Mga Batang Bangketa

## Auszeichnungen
- FAMAS Award: Kategorie Bester Darsteller